# Here for the Party
| Оценки критиков      | Оценки критиков |
| Источник             | Оценка          |
| -------------------- | --------------- |
| About.com            | [ 1 ]           |
| AllMusic             | [ 2 ]           |
| Entertainment Weekly | B+              |
| Q                    | [ 4 ]           |
| Robert Christgau     | [ 5 ]           |
| Rolling Stone        | [ 6 ]           |
| Stylus Magazine      | B               |
| USA Today            | [ 8 ]           |

Here for the Party — дебютный студийный альбом американской кантри-певицы и автора-исполнителя Гретхен Уилсон, изданный 11 мая 2004 года на студии Epic Nashville. Диск возглавил американский хит-парад Top Country Albums и достиг № 2 в Billboard 200 (США). Уилсон получила за альбом 4 номинации на премию Грэмми: Лучший кантри-альбом, Лучший новый исполнитель, Лучшая кантри-песня («Redneck Woman») и «Лучшее кантри-исполнение» («Redneck Woman»). Гретхен Уилсон получила в итоге премию Лучшее кантри-исполнение на церемонии Грэмми 2005 года.

## История
Альбом вышел в США 11 мая 2004 года. Первый сингл с него (Redneck Woman) вышел в начале 2004 года и возглавил кантри-чарт США и достиг № 22 в Billboard Hot 100. Ещё три сингла вошли в десятку лучших кантри-песен в США: «Here for the Party», «When I Think About Cheatin'», и «Homewrecker». Альбом дебютировал на вершине кантри-чарта и достиг № 2 в общенациональном хит-параде Billboard 200 с тиражом 227,000 копий. Here for the Party в итоге стал пятым лучшим альбомом 2004 года с тиражом 2,9 млн копий.

## Награды
| Год  | Название | Номинация                | Результат |
| ---- | -------- | ------------------------ | --------- |
| 2005 | Грэмми   | Лучшее кантри-исполнение | Победа    |

## Список композиций
| №   | Название                         | Автор(ы)                                              | Длительность |
| --- | -------------------------------- | ----------------------------------------------------- | ------------ |
| 1.  | «Here for the Party»             | Джон Рич, Big Kenny, Гретхен Уилсон                   | 3:16         |
| 2.  | «Redneck Woman»                  | Уилсон, Рич                                           | 3:42         |
| 3.  | «When I Think About Cheatin'»    | Рич, Уилсон, Vicky McGehee                            | 4:09         |
| 4.  | «Homewrecker»                    | George Teren, Rivers Rutherford, Уилсон               | 3:27         |
| 5.  | «Holdin' You»                    | Thom McHugh, Wade Kirby                               | 3:34         |
| 6.  | «Chariot»                        | John Caldwell, Leslie Satcher                         | 4:26         |
| 7.  | «What Happened»                  | Al Anderson, Bob DiPiero, Bekka Bramlett, Tim Nichols | 3:51         |
| 8.  | «When It Rains»                  | Рич, McGehee, Уилсон                                  | 3:03         |
| 9.  | «The Bed» (featuring Big & Rich) | Keith Anderson, Рич, McGehee                          | 2:53         |
| 10. | «Pocahontas Proud»               | Рич, McGehee, Уилсон                                  | 5:15         |

## Чарты

### Альбом
| Чарт (2004)                       | Высшая позиция |
| --------------------------------- | -------------- |
| U.S. Billboard Top Country Albums | 1              |
| U.S. Billboard 200                | 2              |
| Australian Albums Chart           | 21             |
| Norwegian Albums Chart            | 14             |
| Swedish Albums Chart              | 7              |
| UK Albums Chart                   | 60             |

### Синглы
| Год                                     | Сингл                         | Высшая позиция | Высшая позиция | Высшая позиция | Высшая позиция | Высшая позиция | Сертификации   |
| Год                                     | Сингл                         | US Country     | US             | AUS            | IRE            | UK             | Сертификации   |
| --------------------------------------- | ----------------------------- | -------------- | -------------- | -------------- | -------------- | -------------- | -------------- |
| 2004                                    | «Redneck Woman»               | 1              | 22             | 50             | 45             | 42             | - US: Platinum |
| 2004                                    | «Here for the Party»          | 3              | 39             | —              | —              | —              | - US: Gold     |
| 2004                                    | «When I Think About Cheatin'» | 4              | 39             | —              | —              | —              |                |
| 2005                                    | «Homewrecker»                 | 2              | 56             | —              | —              | —              |                |
| «—» denotes releases that did not chart |                               |                |                |                |                |                |                |